# Pristurus collaris
Pristurus collaris är en ödleart som beskrevs av  Franz Steindachner 1867. Pristurus collaris ingår i släktet Pristurus och familjen geckoödlor. IUCN kategoriserar arten globalt som livskraftig. Inga underarter finns listade i Catalogue of Life.